# Termitorioxa testacea
Termitorioxa testacea är en tvåvingeart som först beskrevs av Friedrich Georg Hendel 1928.  Termitorioxa testacea ingår i släktet Termitorioxa och familjen borrflugor. Inga underarter finns listade i Catalogue of Life.